# CajaSur Banco
CajaSur Banco es un banco español, propiedad única de Kutxabank. Dispone de oficinas exclusivamente en Andalucía y opera bajo la marca comercial Cajasur.
Dicha marca comercial era utilizada por la Caja de Ahorros y Monte de Piedad de Córdoba, una caja de ahorros española con sede en Córdoba que, debido a su insostenible situación económica, fue intervenida por el Banco de España, subastada y finalmente adjudicada a la entidad vasca BBK el 16 de julio de 2010. Toda la estructura económica, financiera, cartera de clientes y red de oficinas fueron heredados universalmente por BBK Bank CajaSur, S.A.U., siendo BBK la propietaria del 100% de dicho banco. Tras el traspaso del negocio bancario de BBK a Kutxabank, BBK Bank CajaSur pasó a ser propiedad de Kutxabank.
En abril de 2013, BBK Bank CajaSur, S.A.U. pasó a denominarse CajaSur Banco, S.A.U.

## Historia
Los sucesos que llevaron a la intervención de CajaSur por el Banco de España que resultaron en su adjudicación a BBK se inscriben en el contexto de reestructuración del sistema financiero en España sucedida en esa época: tras la aprobación del Fondo de Reestructuración Ordenada Bancaria (FROB) por el Gobierno de España, se instó a las entidades financieras con problemas, en especial a las cajas de ahorros, a seguir un proceso de fusión que garantizase su estabilidad y firmeza en el mercado.
CajaSur había obtenido pérdidas por importe de 596 millones de euros en el año fiscal de 2009. Desde el propio Banco de España y diversas entidades públicas y privadas, incluyendo la Junta de Andalucía, se había instado a CajaSur, y en especial a la Iglesia católica, mayoritaria en la entidad, a buscar una fusión con otra caja de ahorros. La propia entidad era consciente de esta necesidad.
No obstante estar avanzado el proceso de fusión con Unicaja, la primera caja de Andalucía, en la madrugada del 21 al 22 de mayo CajaSur, a propuesta de su Presidente, el sacerdote Santiago Gómez Sierra, prefirió la intervención del Banco de España antes de fusionarse con Unicaja, con el argumento de que no se fiaban del presidente de esta última entidad, Braulio Medel. Además, pocos días antes, CajaSur había comunicado unas pérdidas en el primer trimestre del año fiscal de 114 millones de euros.
Por 11 votos a favor y ocho en contra, se consumó la petición de intervención. Y el 22 de mayo de 2010, el Banco de España intervino CajaSur. Previamente al rechazo por parte de CajaSur, el consejo de Unicaja había dado luz verde a la fusión[cita requerida].
La intervención supuso el cese inmediato de todo el Consejo de Administración, siendo nombrado de manera provisional como administrador único el Fondo de Reestructuración Ordenada Bancaria a través de su Comisión Rectora.
Varias cajas presentaron ofertas al Banco de España para hacerse con CajaSur, algunas por invitación del propio banco central, entre ellas las andaluzas Unicaja y Cajasol. Otras entidades interesadas fueron BBK, Banco Sabadell y Caja Madrid. El 16 de julio de 2010 el Banco de España adjudicó definitivamente CajaSur a BBK. El FROB motivó su decisión en que BBK era la entidad más solvente de España, de acuerdo con sus criterios, y la oferta presentada es la más competitiva económicamente, pues "asegura la utilización más eficiente de los recursos públicos", ya que sólo reclamó al FROB unas ayudas de 392 millones en concepto de garantía durante un plazo de cinco años para el caso de que incremente la morosidad de una cartera de clientes predeterminados.
Esta adjudicación provocó las manifestaciones negativas del Partido Andalucista[cita requerida] y resignación expectante en todos los demás partidos políticos[cita requerida]. La dirección de BBK anunció que realizaría una reducción de plantilla consensuada con los sindicatos y que crearía una fundación en Córdoba que gestionase la obra social. La Consejera de Presidencia de la Junta de Andalucía ha afirmado que Cajasur como entidad con sede en Andalucía, ya "no existe". El 20 de septiembre de 2010 se constituyó BBK Bank CajaSur S.A.U., mediante escritura otorgada por su accionista único Bilbao Bizkaia Kutxa (BBK). Esta entidad fue la sucesora universal en todos los bienes, derechos y obligaciones de la Caja de Ahorros y Monte de Piedad de Córdoba (CajaSur). La formalización jurídica de la cesión del negocio de CajaSur a BBK Bank CajaSur culminó el 29 de diciembre de 2010 y fue efectiva desde el 1 de enero de 2011.
En septiembre de 2012, Kutxabank, el banco creado por las cajas vascas, cedió a BBK Bank CajaSur, sociedad de la que era accionista único, el activo y pasivo de sus 45 oficinas en Andalucía. Paralelamente, BBK Bank CajaSur cedió a Kutxabank el activo y pasivo adscrito a las ocho oficinas de las que era titular fuera de Andalucía y Extremadura. De esta manera, Kutxabank pasó a operar (a través de su filial BBK Bank CajaSur) en Andalucía y Extremadura con la marca comercial CajaSur de manera exclusiva.
En abril de 2013, BBK Bank CajaSur, S.A.U. pasó a denominarse CajaSur Banco, S.A.U.
El 23 de diciembre de 2015, se anunció que CajaSur Banco y Caja Rural de Almendralejo habían alcanzado un acuerdo por el que la entidad cordobesa vendía a la extremeña la red de diez oficinas de Extremadura. El 17 de junio de 2016, se culminó dicha venta.
En 2017, la entidad eliminó su logotipo de "CajaSur" con la paloma pasando a utilizar el nombre de "Cajasur" en negro y en minúscula junto a la letra "k" en blanco, referencia a Kutxabank.

## Accionariado
A 31 de diciembre de 2023, Kutxabank poseía el 100% del accionariado de CajaSur Banco.

## Red de oficinas
A 31 de diciembre de 2023, CajaSur Banco contaba con 253 oficinas (todas ellas en Andalucía) así como con 1.684 empleados.